# Philip Doddridge
Philip Doddridge est un théologien anglais non conformiste, né à Londres en 1702, mort à Lisbonne en 1751

## Biographie
Il se consacre à l'éducation et travaille surtout pour l'enfance.
Ses principaux ouvrages sont : 
- Sermons sur l'éducation des enfants, 1732 ;
- Sermons aux jeunes gens, 1735 ;
- Interprète des familles, paraphrase de l'Écriture, 1739-1756 ;
- la Naissance et les progrès de la religion dans l'âme, 1754 ;
- Lectures sur différents sujets, 1763 ;
- un recueil d'Hymnes.

La plupart de ses écrits ont été traduits en français.

## Sources
Cet article comprend des extraits du Dictionnaire Bouillet. Il est possible de supprimer cette indication, si le texte reflète le savoir actuel sur ce thème, si les sources sont citées, s'il satisfait aux exigences linguistiques actuelles et s'il ne contient pas de propos qui vont à l'encontre des règles de neutralité de Wikipédia.